# Замисловицька сільська рада
Замисловицька сільська рада — колишня адміністративно-територіальна одиниця та орган місцевого самоврядування у Олевському районі Коростенської і Волинської округ, Київської та Житомирської областей Української РСР та України з адміністративним центром у с. Замисловичі.

## Населені пункти
Сільській раді були підпорядковані населені пункти:
- с. Замисловичі
- с. Рудня-Замисловицька
- с. Устинівка
- с. Шебедиха

## Населення
Кількість населення ради, станом на 1923 рік, становила 1 064 особи, кількість дворів — 234.
Відповідно до результатів перепису населення СРСР, кількість населення ради, станом на 12 січня 1989 року, становила 1 707 осіб.
Станом на 5 грудня 2001 року, відповідно до перепису населення України, кількість мешканців сільської ради становила 1 260 осіб.

### Мова
Розподіл населення за рідною мовою за даними перепису 2001 року:
| Мова       | Відсоток |
| ---------- | -------- |
| українська | 99,44 %  |
| російська  | 0,56 %   |

## Склад ради
Рада складалася з 16 депутатів та голови.

## Керівний склад сільської ради
| ПІБ                   | Основні відомості                                                 | Дата обрання | Дата звільнення |
| --------------------- | ----------------------------------------------------------------- | ------------ | --------------- |
| Бабич Лариса Адамівна | Сільський голова, 1963 року народження, освіта, позапартійна      | 26.03.2006   | 31.10.2010      |
| Бабич Лариса Адамівна | Сільський голова, 1963 року народження, освіта вища, позапартійна | 31.10.2010   |                 |

Примітка: таблиця складена за даними джерела

## Історія
Створена 1923 року в складі сіл Замисловичі, Млинок-Замисловицький та Рудня-Замисловицька Юрівської волості Коростенського повіту Волинської губернії. 7 березня 1923 року рада увійшла до складу новоствореного Олевського району Коростенської округи. Станом на 17 грудня 1926 року в підпорядкуванні ради значаться хутори Лески, Обішень, Огнівель, Осиново, Подзелля, Ракитне, Токовищина, Чертениця, Шебедиха та урочища Грузьке, Зубини, Кутинки, Стужиці, на 1 жовтня 1941 року — х. Пастухів. На 1 жовтня 1941 року с. Замисловицький Млинок, хутори Лески, Обишень, Огнівель, Осиново, Подзелля, Ракитне, Токовищина, Чертениця та урочища Грузьке, Зубини, Кутинки і Стужиці не перебувають на обліку населених пунктів.
Станом на 1 вересня 1946 року сільська рада входила до складу Олевського району Житомирської області, на обліку в раді перебували села Замисловичі та Рудня-Замисловицька, с. Шебедиха в довіднику пропущене.
10 червня 1958 року, відповідно до рішення Житомирського облвиконкому № 548 «Про внесення змін в адміністративно-територіальний поділ Олевського і Новоград-Волинського районів», до складу ради включено с. Устинівка Юрівської сільської ради Олевського району.
На 1 січня 1972 року сільська рада входила до складу Олевського району Житомирської області, на обліку в раді перебували села Замисловичі, Рудня-Замисловицька, Устинівка та Шебедиха.
Припинила існування 17 січня 2017 року через об'єднання до складу Олевської міської територіальної громади Олевського району Житомирської області.